# Свято-Покровський храм (Каховка)
Свято-Покровський храм — храм у Каховці, заснований у 1791 році.

## Історія

### Заснування
Будучи людиною висококультурною і духовною, перший засновник міста Д. М. Куликовський свою діяльність у Каховці розпочав із будівництва у 1791 році церкви. Проіснував храм до 1849 року. З 1850 року функціонував тимчасовий молитовний будинок. У кінці 1861 року на кошти таємного радника М. М. Овсянико — Куликовського була побудована кам'яна церква з восьмигранною шатровою дзвіницею й посвячена на ім'я Покрови Божої Матері. Покровській церкві належало 120 десятин землі, відведені власником Каховки Куликовським. При церкві була створена церковно — приходська школа. Діяла церковна бібліотека.

### Після Жовтневого перевороту 1917 року
Після Жовтневої революції 1917 року і громадянської війни проводиться антирелігійна політика. Декретом ради народних комісарів церква відокремлюється від держави. У 1923 році, до закриття, православна громада Покровської церкви у Каховці налічувала близько семи тисяч прихожан. У середині ХХ ст. почався новий антирелігійний наступ. Храм Покровської церкви проіснував до 1937 року, коли був зруйнований. У дворі та довколишніх церковних будівлях розташувався військкомат, залишки дзвіниці стали пунктом спостереження.

### Німецько-радянська війна
Під час Німецько-радянської війни та окупації, німецький комендант, очевидно з метою кращого спостереження за діями місцевого священика, запропонував каховчанам приміщення для молитовного будинку, яке знаходилось на місці нинішнього будинку № 93 по вул. Пушкіна . Отець Савелій залишиться в серцях каховчан як рятівник. У 1944 році його кинули до в'язниці, звідки він повернувся у 1954 році старою і хворою людиною. Реабілітований 25 березня 1992 висновком прокурора Херсонської області. У 2001 році в Єрусалимі Савелію Цибульникову було присвоєно звання «Праведник Світу» посмертно. Після звільнення Каховки 2.11.1943 року православна громада почала просити владу надати їй приміщення для богослужіння на місці колишньої триповерхової церкви.
Через рік була відремонтована та пристосована для молитов уціліла будівля, де раніше жили священики. 19 липня 1945 року громада була зареєстрована і почалися регулярні богослужіння за адресою: вул. Пушкіна 94. Зовні будинок нічим не відрізнявся від інших житлових будинків, окрім клепаного металевого хреста на даху. Проте інтер'єр приміщення був оформлений за всіма канонами православ'я. Надалі ця церковна споруда постійно добудовувалася та прикрашалася. Так, у різний час були добудовані: вівтарна абсида, пономарка, бабинець. Зроблено дерев'яне склепіння, споруджена невелика дерев'яна баня з хрестом, проведено водяне опалення і таке інше.

### Реконструкція храму та сьогодення
У 1994 року було прийняте рішення про капітальну реконструкцію храму. Однак під час будівельних робіт виникла необхідність повної заміни приміщення. Старі стіни будівлі були розібрані, а на їхньому місці споруджений новий храм з кам'яним центральним куполом та триярусною дзвіницею. Будівництво проводилось у два етапи. Спочатку була побудована дзвіниця та частина трапезної храму, а потім — центральний купол з трансептами та вівтарною частиною.
У 1998 році всі будівельні роботи були завершені, і на храмове свято, 14 жовтня, освячено новий престол храму.
Збудований храм відноситься до типу хрестових в плані церковних споруд з одним куполом. Дуже прикрашає споруду біло — блакитне фарбування — канонічний колір церков, присвячених Божій Матері.
Звернемо увагу на територію храму. У 2001 році тут було споруджено просторну допоміжну будівлю, де розмістилися недільна школа, бібліотека, проскурниця, службові та господарські приміщення. У 2004 році було зведено нову огорожу з центральним 3- арочним входом та допоміжними воротами. У 2005 році зроблено нове капітальне фарбування фасадів храму та огорожі, а куполи набули нового покриття під позолоту. Влітку 2007 року засяяв новою позолотою іконостас.